# Pepe the King Prawn
Pepe the King Prawn is een Muppet-personage. Hij is een vierarmige roestbruine garnaal met twee voelsprieten op zijn kop en slechts één tand in zijn mond.

## Muppets Tonight
Pepe's eerste optreden was in 1996, in de komische poppenserie Muppets Tonight, als de vaste compagnon van Seymour de Olifant. Ze werkten in seizoen één als liftbedienden van de KMUP-studio en in het tweede en laatste seizoen werkte het duo in de kantine, maar ze ambieerden van begin af aan een baan in de schijnwerpers. Deze droom ging echter nooit in vervulling omdat al hun optredens van een belabberd niveau waren. Ze zongen altijd hetzelfde lied, met telkens een kleine wijziging in de tekst:

I'm Seymour...

I'm Pepe...

We're two of a kind.

I'm a little bit forward,

And I've got a big behind.

Seymour en Pepe stonden slechts tweemaal gezamenlijk op de planken: in de aflevering met Pierce Brosnan, waarin ze werden gegijzeld door een groep zeekreeften en in de Sandra Bullock-aflevering, toen Gonzo en Rizzo naarstig op zoek waren naar een act om de kijkcijfers op peil te houden.
Terwijl zijn partner Seymour na Muppets Tonight voorgoed uit beeld verdween, kreeg Pepe een steeds prominentere rol. Hij komt voor in alle grote Muppet-projecten na Muppet Tonight. Ook is hij regelmatig te zien als presentator van de extra's op Muppet-dvd's.

## The Muppet's Wizard of Oz
In The Muppets' Wizard of Oz werd het verhaal ietwat aangepast: het personage Toto is in de originele versie van De tovenaar van Oz een hond.  In de muppets-film speelt het personage Pepe de rol van "Toto de garnaal".

## Achtergrond
Pepe's volledige naam is Pepino Rodrigo Serrano Gonzales. Uit interviews met de pop blijkt dat hij werd geboren in Madrid en daar als kok werkte voordat hij naar Hollywood kwam om zijn roeping als showman te volgen. Hij is helemaal weg van Hollywood en verwacht in de toekomst vele Oscars te ontvangen. Zijn invloeden zijn onder meer Dick van Dyke, Marlon Brando en Mighty Mouse.
Pepe heeft een groot ego en is er bijzonder trots op dat hij een "king prawn" is. Hij reageert dan ook uiterst beledigd wanneer hij "shrimp" wordt genoemd. Beide betekenen "garnaal", maar "king prawn" wordt gewoonlijk gebruikt voor de grotere soorten zoals de steurgarnaal en "shrimp" kan eveneens worden opgevat als "klein opdondertje".
Pepe heeft een zwaar Spaans accent en sluit zijn zinnen vaak af met "...okay?" Poppenspeler Bill Barretta, die het personage bedacht en uitwerkte, baseerde het accent op dat van zijn vrouws tante, die in de familie bekendstaat als "Maria Teresa Okay". Pepe's uitspraak van namen is vaak gebrekkig. Zo noemt hij Kermit geregeld "Kermin", Fozzie Beer "Fotzie" en Rizzo "Ritzo". De Muppets worden door hem "Muffins" of "Muppens" genoemd.
Volgens Bill Barretta zou Pepe in eerste instantie een muis worden, maar de bedenkers vonden een duo bestaande uit een muis en een olifant iets te voor de hand liggend.

## De Nederlandse stem
De Nederlandse stem van Pepe is Sipke Jan Bousema in The Muppets en Huub Dikstaal in Muppets Most Wanted, Muppets Now en Muppets Haunted Mansion.